# Jan de Bray

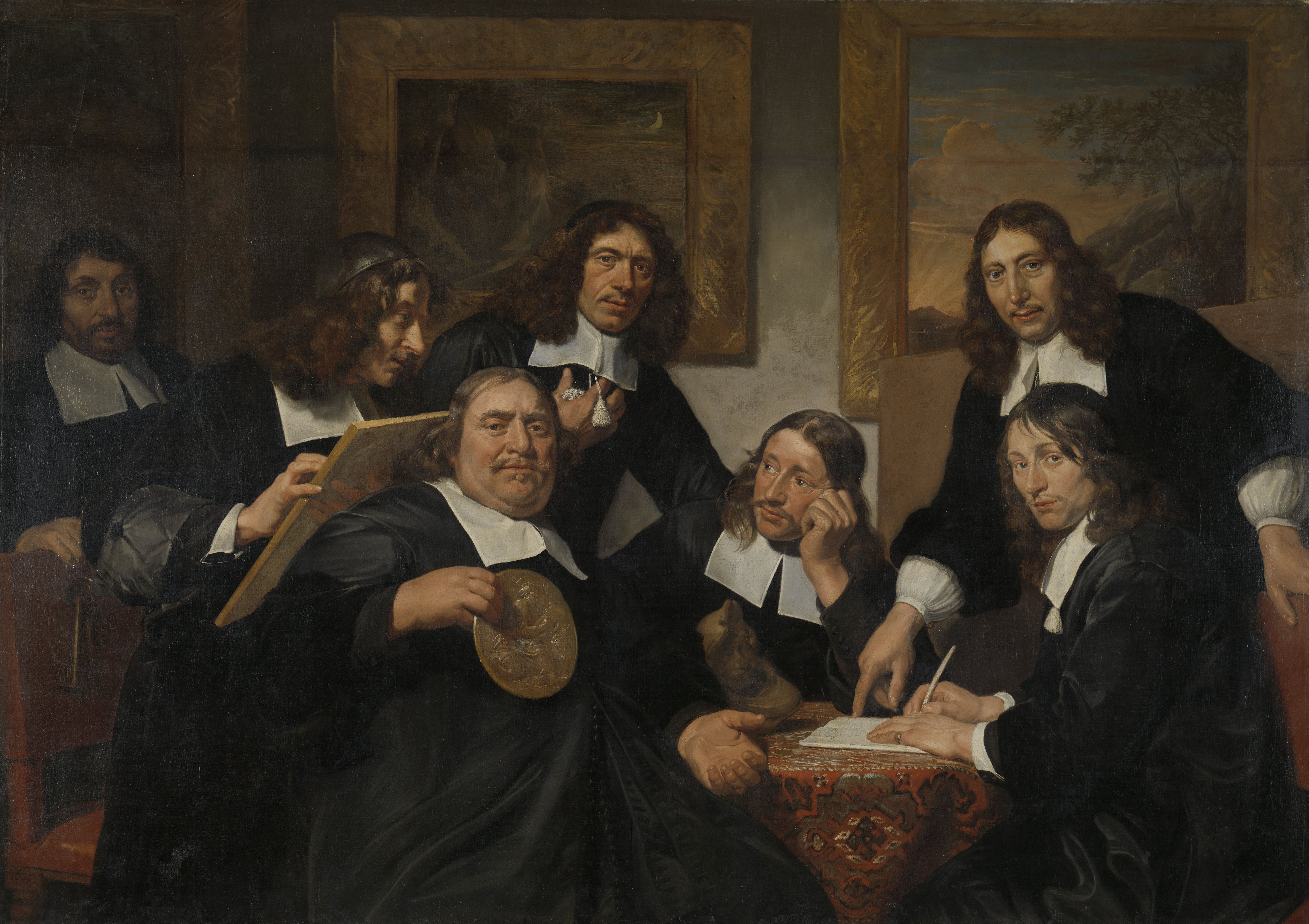
I reggenti della gilda di san Luca di Haarlem, 1675, Rijksmuseum, Amsterdam; Jan de Bray's è il secondo partendo da sinistra

Jan de Bray (anche de Braij) (Haarlem, 1627 – Amsterdam, 1º aprile 1697) è stato un pittore olandese.

## Biografia

De Bray e sua moglie rappresentati come Ulisse e Penelope, 1668, Speed Art Museum, Louisville

De Bray fu allievo del padre Salomon, estroso architetto, poeta, ritrattista, paesaggista.
La sua formazione culturale fu completata da conoscenze ed influssi di Bartholomeus van der Helst, di Frans Hals e di Rembrandt.
Il suo stile si caratterizzò per elementi manieristi e accademici, che lo accompagnarono per tutta la carriera, trascorsa quasi tutta ad Haarlem, dove per molti anni fu iscritto alla Gilda di San Luca.
Si specializzò nei ritratti, spesso di gruppo, come quello celebre che raffigura gruppi di direttori ospedalieri di Haarlem risalenti al periodo che va dal 1661 al 1664, oppure I reggenti della gilda di Haarlem datato 1674, oppure ancora il ritratto della propria famiglia in travestimento antico intitolato Antonio, Cleopatra e assistenti del 1669, che si rivela ricco e raffinato, anche se di minore immediatezza.
Si distinse anche per dipinti raffiguranti scene storiche, contraddistinte per formalismi e un delicato realismo rappresentativo.
Sono sopravvissute al trascorrere dei secoli anche varie sue acqueforti, tra cui un pregevole San Giovanni Battista e numerosi disegni, tra i quali i ritratti di fanciulle e di giovani.
Morì ad Amsterdam, dove si era trasferito da pochi anni, ma venne sepolto ad Haarlem il 4 aprile 1697.

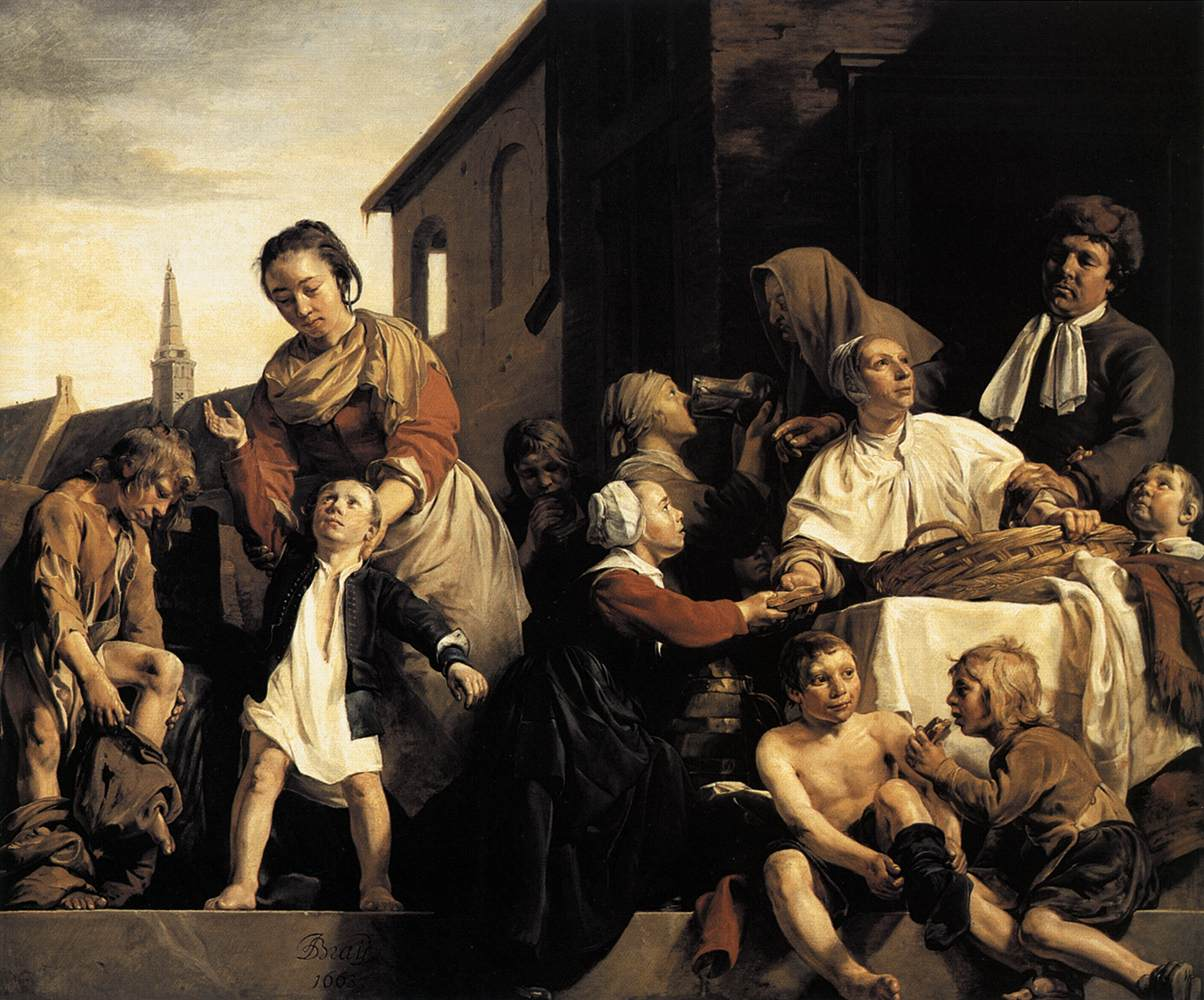
Le assistenti ai bambini dell'orfanotrofio di Haarlem, 1663, Museo Frans Hals, Haarlem
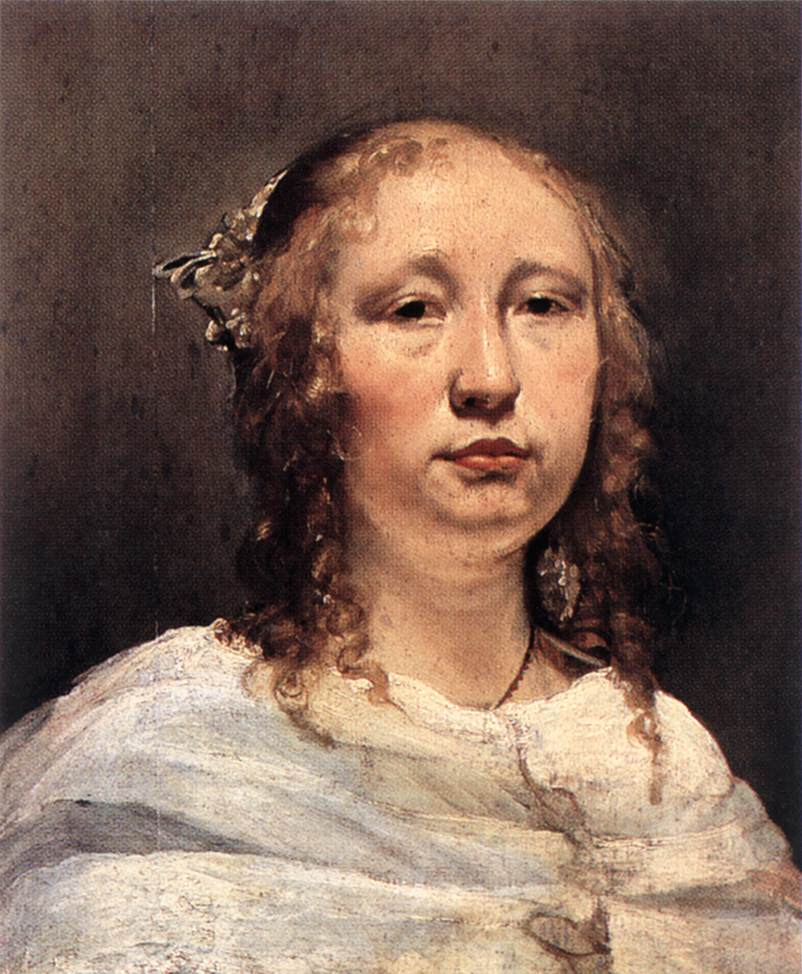
Giovane donna, seconda metà del XVII secolo, Museo di belle arti, Gand
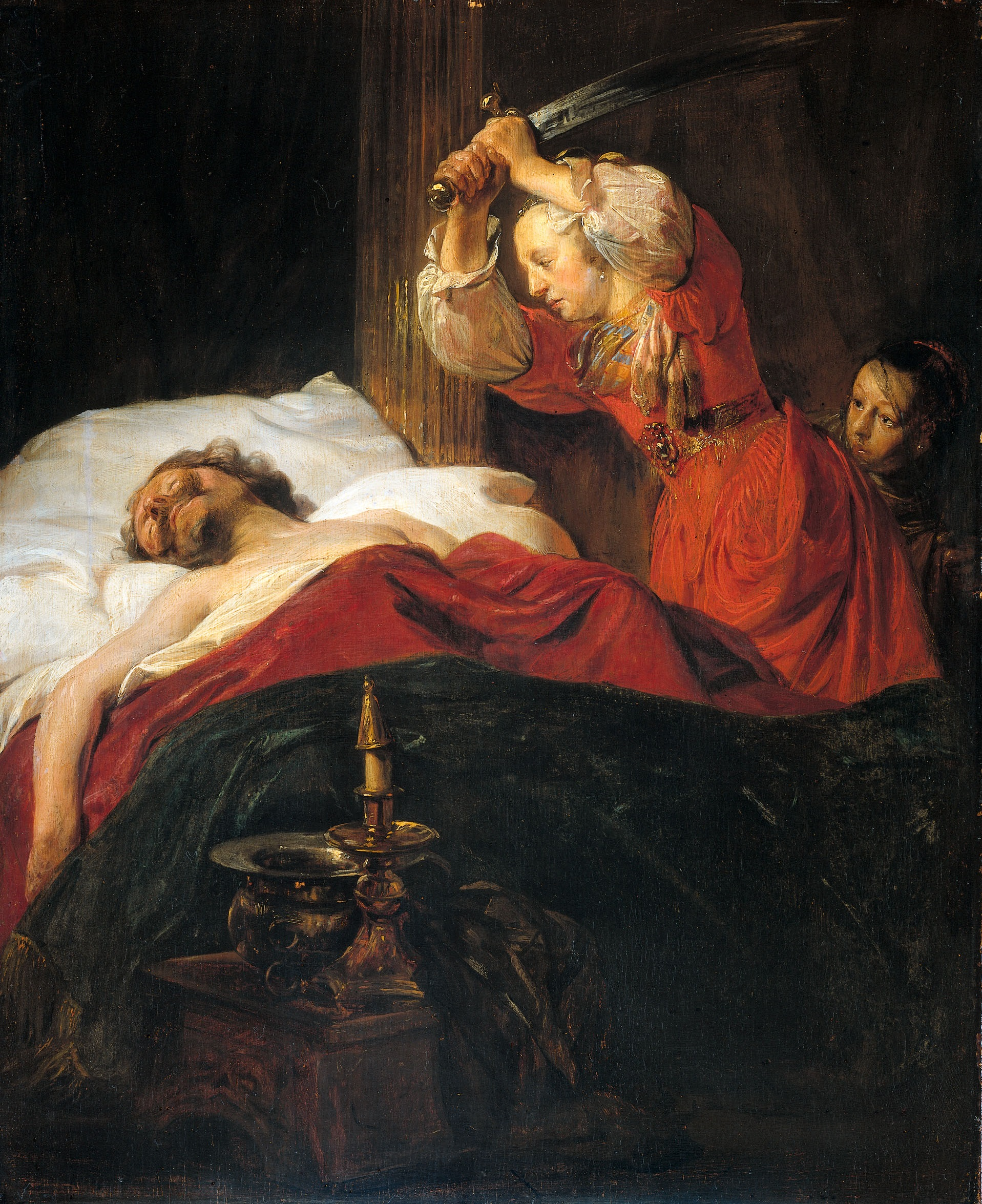
Giuditta e Oloferne, 1659, Rijksmuseum, Amsterdam
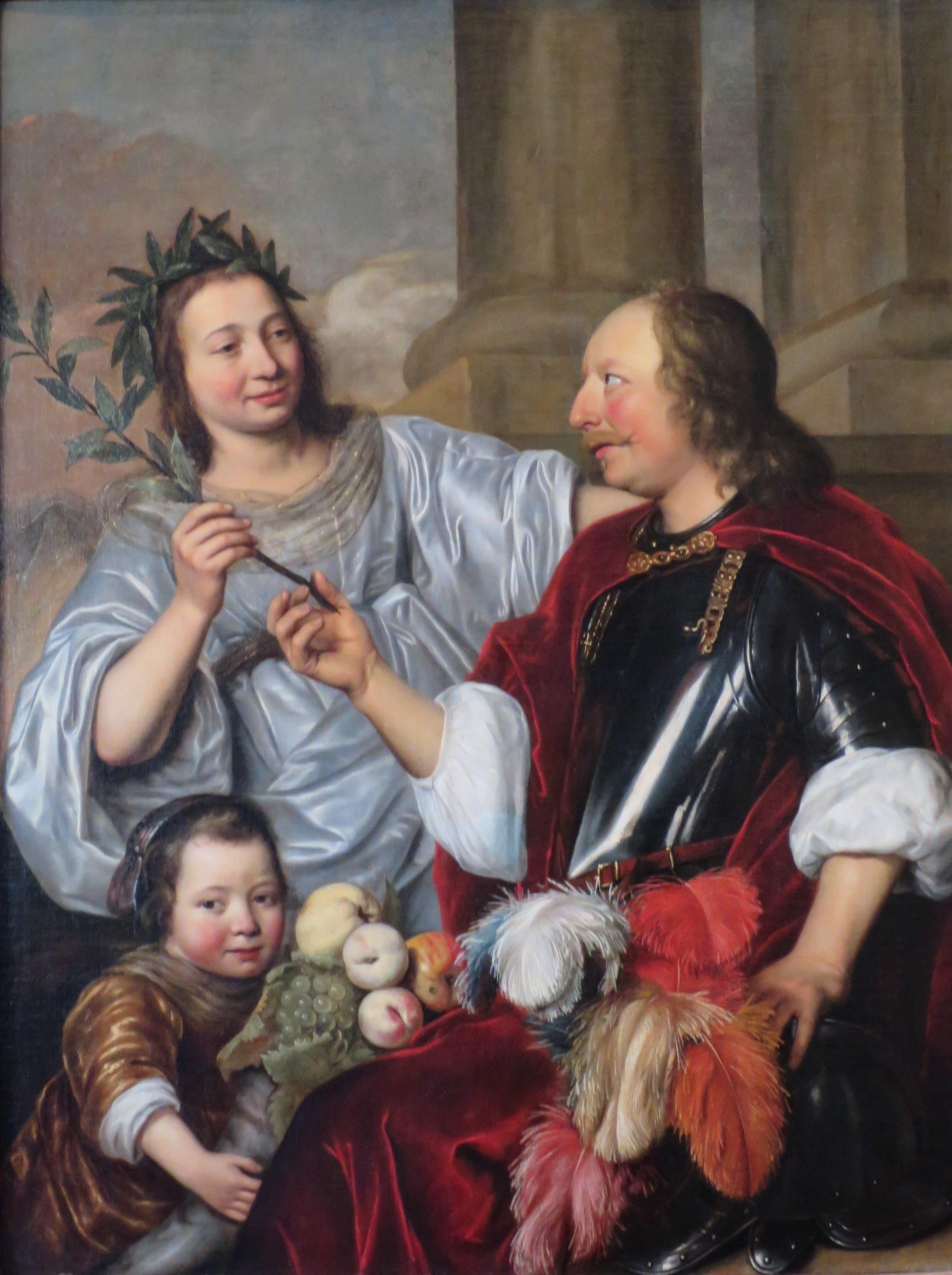
Ritratto di famiglia allegorico, fine anni 1660, Ermitage, San Pietroburgo

## Opere principali
- Ritratto di bambini,
- Giuditta e Oloferne, 1659, Rijksmuseum, Amsterdam
- Ritratto della tipografia di Abraham Casteleyn ad Haarlem, e sua moglie Margarieta van Bancken, 1663, Rijksmuseum, Amsterdam
- La cura dei bambini all'orfanotrofio di Haarlem, 1663, Museo Frans Hals, Haarlem
- Ritratto di una giovane donna, verso 1665, Museo delle belle arti di Gand
- Una coppia in Ulisse e Penelope, 1668, Speed Art Museum, Louisville
- Il banchetto di Cleopatra e Marco Antonio, 1669, The Currier Gallery of Art, Manchester
- David suona l'arpa, 1670, Staatliche, Kunsthalle, Karlsruhe
- Ritratto di famiglia allegorica, 1670, Ermitage
- I reggenti della gilda di Haarlem, Rijksmuseum, Amsterdam